# Casa Quintana (Tortellà)
La Casa Quintana és una obra de Tortellà (Garrotxa) protegida com a Bé Cultural d'Interès Local.

## Història
El 1624 Bartomeu Morató va adquira el mas. Progressivament tots els masos de l'antic veïnat de Gratacós, ara del Pont, van quedar en mans d'aquesta nissaga olotenca.

## Descripció
És un conjunt d'edificacions de planta irregular amb característiques i funcionalitats diverses. L'edificació principal, situada a la banda oest consta de tres plantes i una volumetria rectangular amb uns cossos afegits a banda est i sud. La coberta es pot definir a quatre vessants al cos més important i un vessant en les afeccions, totes amb teula àrab. Un d'aquests cossos destaca per tenir a planta baixa i pis unes arcades formant un porxo cobert. Les façanes són de paredat vist amb pedra grisa destacant les obertures rectangulars tipus finestral amb pòrtics de fusta. A planta baixa destaca un porxo format per arcades.